# الخلعي
هو أبو الحسين علي بن الحسن بن الحسن بن محمد القاضي ، المعروف بالخِلَعي ، الموصلي الأصل المصري الشافعي، صاحب ((الخِلَعيات )) المنسوبة إليه؛ سمع أبا الحسن الحوفي وأبا محمد ابن النحاس وأبا الفتح العداس وأبا سعد الماليني وأبا قاسم الأهوازي وغيرهم .
قال القضاضي عياض اليحصبي : سألت أبا علي الصدفي عنه، وكان قد لقيه لما رحل إلى البلاد الشرقية ، فقال : فقيه له تواليف ، ولي القضاء وقضى يوما واحدا واستعفى وانزوى بالقرافة الصغرى، وكان مسند مصر بعد الحبال.
وذكره القاضي أبو بكر ابن العربي فقال : شيخ معتزل في القرافة له علو في الرواية وعنده فوائد ، وقد حدث عنه الحميدي وكنى عنه بالقرافي. وقال غيره: ولي الخلعي قضاء فامية ، وخرجله أبو نصر أحمد بن الحسن الشيرازي أجزاء من مسموعاته، آخر من رواها عنه أبو رفاعة ، ونقلت منها عن الأصمعي قال كان نقش خاتم أبي عمرو ابن العلاء :
و إن امرءا دنياه أكبر همه --- لمستمسك منها بحبل غرور
فسإل عن ذلك فقال : كنت في ضيعتي نصف النهار أدور فيها ، فسمعت قائلا يقول هذا البيت ونظرت فلم أرا أحدا ، فكتبته على خاتمي.
و قال أبو عباس ثعلب : هذا البيت لهانئ بن توبة بن سحيم بن مرة المعروف بالشويعر الحنفي.
و قال الحافظ أبو طاهر السلفي : كان أبو الحسن الخلعي إذا سمع عليه الحديث يختم مجالسه بهذا الدعاء: اللهم ما مننت به فتممه ، وما أنعمت به فلا تسلبه ، وما سترته فلا تهتكه ، وما علمته فاغفره . وتوفي أبوه في شوال سنة 448هـ .

## ولادته
كانت ولادته بمصر -أي القاهرة- في 1/ 1/ 405هـ. الموافق 1/ 7/ 1014.

## وفاته
توفي بمصر -أي القاهرة- في 26/ 12/ 492هـ، الموافق 12/ 11/ 1099، ودفن بالقرافة.